# ایمولپوس

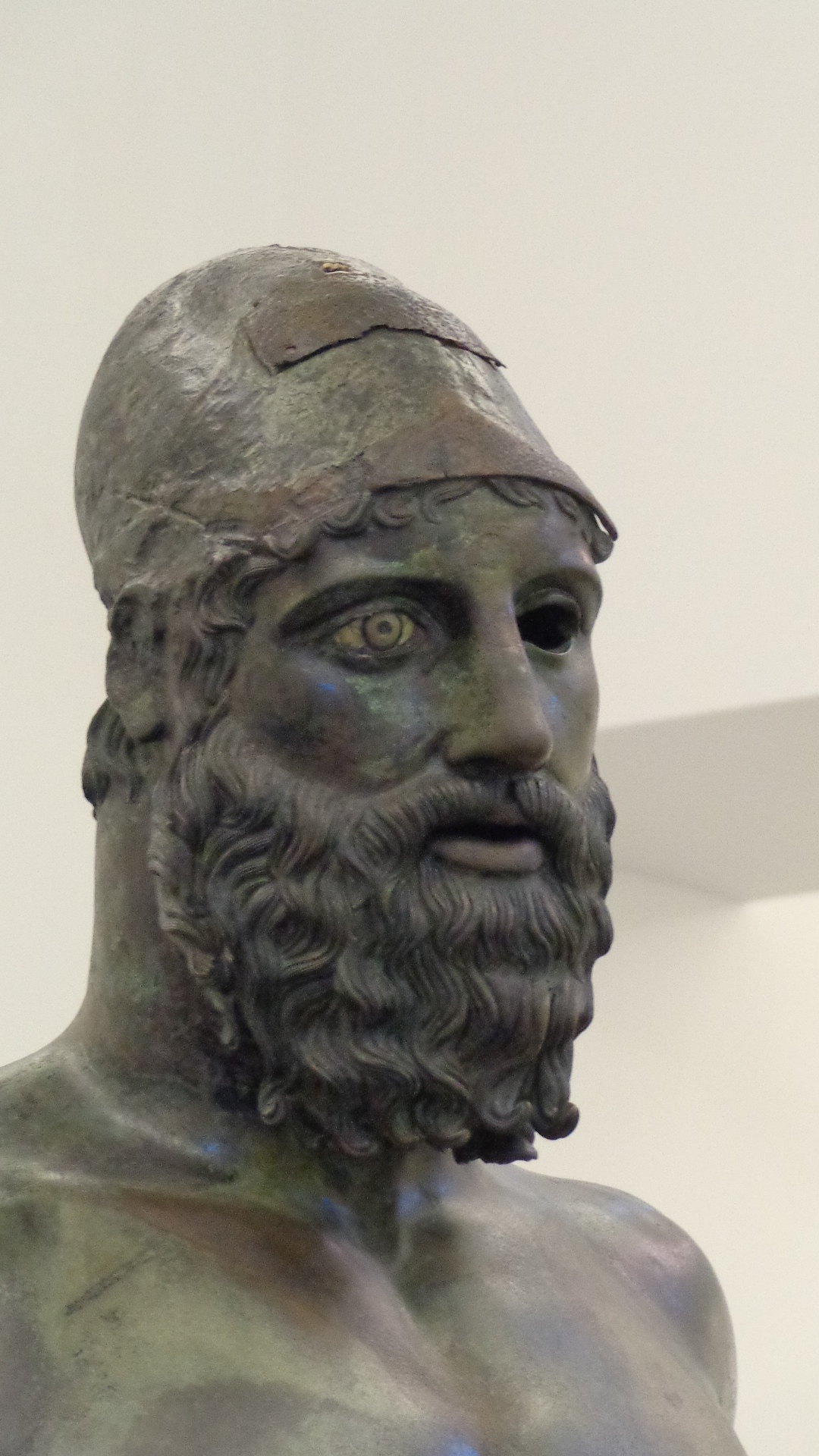
مجسمه ایمولپوس

ایمولپوس (به یونانی: Εὔμολπος Eumolpos) در اساطیر یونانی کشیش، شاعر و جنگجویی افسانه‌ای بود و بر طبق پوسانیاس، پسر پوزئیدون و کیون به شمار می‌رفت. هنگامی که ایمولپوس به دنیا آمد، مادرش از ترس پدر، کودک را به دریا انداخت. پوزئیدون وظیفهٔ مراقبت از نوزاد را بر عهده گرفت و او را به سواحل اتیوپی آورد. در آنجا توسط ایزدبانوی امواج بنتسیکم، دختر پوزئیدون و آمفیتریت بزرگ شد. بنتسیکم دارای دو فرزند دختر بود و بعدها ایمولپوس را همسر یکی از دخترانش کرد. اما ایمولپوس عاشق دختر دیگر بود و چنین شد که بنتسیکم او را به تراکیه تبعید کرد. اما در آنجا نیز به دلیل توطئه‌ای که برای سرنگونی شاه تگیریئوس انجام داد، دستش رو شد و به الوزیس گریخت. در الوزیس به یکی از اولین کشیشان دمتر و مؤسس پاگشایی اسرار الوزیس‌ها، جد قدسی‌نماها تبدیل شد. او بسیار در آوازخانی و همچنین موسیقی خبره بود و چنگ و فلوت می‌نواخت، و توانست در مسابقهٔ موسیقی در تشییع جنازه پلیاس رتبه نخست را کسب کند. گفته شده ایمولپوس هنر شعر و موسیقی را به هرکول آموخت. او بالاخره توسط شاه پیر و در حال مرگ تگیریئوس بخشیده شد و در انتها تاج و تخت پادشاهی تراکیان را به او واگذار کرد.
هنگامی که نبرد میان آتن و الوزیس آغاز شد، ایمولپوس طرف الوزیس‌ها را گرفت و بسیاری از جنگجویان تراکیان را برای کمک آن‌ها فرستاد. رهبر آنان پسرش هیمارادوس بود که بدست پادشاه آتنی‌ها ارکتئوس کشته شد. در نسخه‌های دیگری از این افسانه، ارکتئوس قاتل خود ایمولپوس بود و به همین دلیل پدرش پوزئیدون از زئوس درخواست انتقام کرد. زئوس نیز توسط آذرخش ارکتئوس را نابود کرد، اما بنا بر توصیف برخی از نویسندگان، پوزئیدون او را به جزیرهٔ ماکرا برده و در آنجا توسط زمین بلعیده شد.